# Odontopera nubiferaria
Odontopera nubiferaria là một loài bướm đêm trong họ Geometridae.